# OFC-nemzetek kupája
Az OFC-nemzetek kupája (OFC Nations Cup) egy labdarúgó torna, melyet az Óceániai Labdarúgó-szövetség válogatottjai számára rendeznek. 1996 óta rendszeresen kétévente rendezték, 2004 óta azonban négyévente. Ezt megelőzően két tornát rendeztek óceáni nemzetek kupája (Oceania Nations Cup) néven.
A torna korábban nem rendelkezett túl nagy jelentőséggel, mivel szinte csak Ausztráliában és Új-Zélandon van komolyabb labdarúgóélet. Viszont e két ország válogatott játékosai többnyire Európában profiskodnak, így a tornán többnyire nem vettek részt. Némiképp növeli a torna iránti érdeklődést, hogy a győztes indulhat a konföderációs kupán.
Ausztrália 2006. január 1-jén kilépett az OFC-ből, és csatlakozott az AFC-hez, így többet nem fog részt venni a viadalon.
Az esemény, vagy annak egy része jellemzően a labdarúgó-világbajnokság valamely selejtező fordulója is.

## Története
A torna története 1973-ra nyúlik vissza. Ekkor rendeztek egy tornát Óceánia-kupa néven. Második alkalommal 1980-ban rendezték, majd ezt követően hosszú időn keresztül nem volt hasonló rendezvény.
Kezdetben FIFA-tagsággal sem rendelkező csapatok is indultak a tornán. 1996-tól, mivel az OFC a FIFA hivatalos tagszövetségévé vált, csak FIFA-tagok vehetnék részt a rendezvényen, hiszen ez a hivatalos kvalifikációs torna a konföderációs kupára.

## Lebonyolítás
Az első 3 torna során Ausztrália és Új-Zéland automatikusan résztvevő volt, míg a többi 10 tagállamnak selejtezőkön kellett résztvennie. A Polinézia-kupa és a Melanézia-kupa döntött a kiadó helyekről. Földrajzi alapon mindkét kupán 5-5 csapat indult, és a 2-2 legjobb jutott a kontinensviadalra, ahol a résztvevők körmérkőzéses rendszerben mérkőztek meg egymással.
Ez a rendszer 2002-ben megváltozott.

## Jövő
Mivel Ausztrália kilépett az OFC-ből, így a torna lebonyolítását újból át kell alakítani. 

## Eredmények
| Év   | Helyszín           | Döntő                                  | Döntő                                  | Döntő                                  | Harmadik helyért                       | Harmadik helyért                       | Harmadik helyért                       |
| Év   | Helyszín           | Bajnok                                 | Eredmény                               | Ezüstérmes                             | Bronzérmes                             | Eredmény                               | Negyedik hely                          |
| ---- | ------------------ | -------------------------------------- | -------------------------------------- | -------------------------------------- | -------------------------------------- | -------------------------------------- | -------------------------------------- |
| 1973 | Új-Zéland          | Új-Zéland                              | 2 – 0                                  | Tahiti                                 | Új-Kaledónia                           | 2 – 1                                  | Új-Hebridák                            |
| 1980 | Új-Kaledónia       | Ausztrália                             | 4 – 2                                  | Tahiti                                 | Új-Kaledónia                           | 2 – 1                                  | Fidzsi-szigetek                        |
| 1996 | nincs fix helyszín | Ausztrália                             | 6 – 0 5 – 0                            | Tahiti                                 | Új-Zéland · Salamon-szigetek           | n/a[1]                                 |                                        |
| 1998 | Ausztrália         | Új-Zéland                              | 2 – 0                                  | Ausztrália                             | Fidzsi-szigetek                        | 4 – 2                                  | Tahiti                                 |
| 2000 | Tahiti             | Ausztrália                             | 2 – 0                                  | Új-Zéland                              | Salamon-szigetek                       | 2 – 1                                  | Vanuatu                                |
| 2002 | Új-Zéland          | Új-Zéland                              | 1 – 0                                  | Ausztrália                             | Tahiti                                 | 1 – 0                                  | Vanuatu                                |
| 2004 | Ausztrália         | Ausztrália                             | 5 – 1 6 – 0                            | Salamon-szigetek                       | Új-Zéland                              | 2 – 0[2]                               | Fidzsi-szigetek                        |
| 2008 | nincs fix helyszín | Új-Zéland                              | körmérkőzéses csoport                  | Új-Kaledónia                           | Fidzsi-szigetek                        | körmérkőzéses csoport                  | Vanuatu                                |
| 2012 | Salamon-szigetek   | Tahiti                                 | 1 – 0                                  | Új-Kaledónia                           | Új-Zéland                              | 4 – 3                                  | Salamon-szigetek                       |
| 2016 | Pápua Új-Guinea    | Új-Zéland                              | 0 – 0 (4 – 2) ti                       | Pápua Új-Guinea                        | Salamon-szigetek és Új-Kaledónia       | Salamon-szigetek és Új-Kaledónia       | Salamon-szigetek és Új-Kaledónia       |
| 2020 | Új-Zéland          | A COVID-19 világjárvány miatt törölték | A COVID-19 világjárvány miatt törölték | A COVID-19 világjárvány miatt törölték | A COVID-19 világjárvány miatt törölték | A COVID-19 világjárvány miatt törölték | A COVID-19 világjárvány miatt törölték |

- Magyarázat:
  - hu – Hosszabbítás után
  - hh – Hirtelen halál (arany- vagy ezüstgól)
  - re – Újrajátszás; Az első döntő nem hozott eredményt (döntetlen lett), így sor került egy megismételt döntőre is.
  - ti – 11-esekkel
  - [1] – Nem játszottak mérkőzést a harmadik hely eldöntésére, azt megosztva osztották ki.
  - [2] – A döntés körmérkőzések után történt, így a jelzett mérkőzések léptek elő a döntővé illetve a bronzmérkőzéssé.

## Győzelmek
| 5 | Új-Zéland  | 1973, 1998, 2002, 2008, 2016 |
| 4 | Ausztrália | 1980, 1996, 2000, 2004       |
| 1 | Tahiti     | 2012                         |

## Házigazdák
| 3 | Ausztrália       | 1996^, 1998, 2004 |
| 3 | Új-Zéland        | 1973, 1996^, 2002 |
| 2 | Salamon-szigetek | 1996^, 2012       |
| 2 | Tahiti           | 1996^, 2000       |
| 1 | Pápua Új-Guinea  | 2016              |
| 1 | Új-Kaledónia     | 1980              |

- ^ Ausztrália, Új-Zéland, a Salamon-szigetek és Tahiti közösen rendezték a tornát 1996-ban.

## Lásd még
- FIFA-országkódok listája